# Pteris leptophylla
Pteris leptophylla är en kantbräkenväxtart som beskrevs av Olof Peter Swartz. Pteris leptophylla ingår i släktet Pteris och familjen Pteridaceae. Inga underarter finns listade.